# متحف آغدام للتاريخ والتراث المحلي
متحف أغدام  للتاريخ والتراث المحلي (بالأذرية: Ağdam Tarix-Diyarşünaslıq Muzeyi) – هو المتحف واقعة في مدينة آغدام.

## التاريخ
بدأ متحف أغدام  للتاريخ والتراث المحلي عمله في 1962. كان مدير المتحف يوسيف أحمادوف. وتمت الموافقة على قائمة الموظفين في 1982. ونظرا للحالة المتداعية للمبنى الذي كان يقع فيه المتحف، تم نقل جزء منه إلى "العمارة"، والجزء الرئيسي - إلى مبنى المكتبة المركزية في جادة لينين السابقة في عام 1983.
نتيجة لإحتلال مدينة أغدام من قبل القوات المسلحة الأرمنية في 1993، لم تكن هناك طريقة لإزالة أي من المعروضات من المتحف. يعمل المتحف بأكثر مئة من المعرض في مبنى بيت الثقافة لقرية قاراداغلي، مدينة آغدام بأكثر مئة من المعرض منذ 1995.